# Афанасий Данилович
Афанасий Данилович (ум. в 1322 году) — князь новгородский в 1314—1315 и 1319—1322. Сын князя Даниила Александровича.
В 1315 году Юрий Данилович, вызванный ханом Узбеком в Орду, оставил в Новгороде своего брата Афанасия.
Тогда же пришла весть, что Михаил Ярославич со всей Низовой землёй и татарами, которыми командовал эмир Золотой Орды Таитемир, идёт на Новгород. Афанасий вместе с Феодором Ржевским пошёл навстречу и вступил в битву. Битва была жестокой: новгородцы потеряли много «мужей добрых, бояр и купцов» и потерпели совершенное поражение. Афанасий с остатками рати затворился в Торжке. Победитель стал требовать его выдачи. Новгородцы отвечали: «Не выдадим Афанасия, но помрем все честно за святую Софию». Наконец договорились, что дадут Михаилу 50 000 гривен серебра, что составляет около 10 тонн. Но Михаил, нарушив мирное соглашение, призвал к себе Афанасия и новгородских бояр, схватил их и отправил заложниками в Тверь, и летопись описывает это так:
И по миру князь Михаило призва к собѣ князя Афанасья и бояры новгородскыи, и изъима ихъ, и посла на Тфѣрь в тали, а останокъ людии в городѣ нача продаяти, колико кого станеть, а снасть отъима у всѣхъ.Новгородская первая летопись старшего извода
В 1318 году, после казни Михаила в Орде, Юрий Данилович опять посадил Афанасия в Новгороде. В 1321 году Дмитрий Тверской признаёт законность власти Юрия Даниловича и передаёт ему ордынскую дань со всего Тверского княжества. Но Юрий, вместо того, чтобы отвезти тверскую дань в Орду, отвёз её к Афанасию в Новгород и через купцов-посредников пустил её в оборот, желая получить проценты. В следующем году немцы неудачно осаждали Карельский городок, и после этого Юрий Данилович пошёл, вероятно, на немецкий город Выборг. По сообщению летописи это произошло так:
В лѣто 6830 [1322]... Тогда же приходиша Нѣмци ратью къ Корѣльскому городку и не взяша его. Того же лѣта поиде князь великыи Юрьи с новгородци къ Выбору, городу нѣмецьскому; и биша и 6-ю пороковъ, твердъ бо бѣ, и избиша много Нѣмедь в городѣ, а иныхъ извѣшаша, а иныхъ на Низъ поведоша; и стоявше мѣсяць, приступиша и не взяша его, но за грѣхы наша нѣколико муж добрыхъ паде.Новгородская первая летопись старшего извода
В 1322 году Афанасий стал монахом, а затем умер. Был погребён в Новгороде при церкви Святого Спаса на Нередице. Русская Православная Церковь почитает Афанасия Данииловича, как местночтимого святого.
В годы его княжения наблюдалось необычное природное явление:
В лѣто 6829 [1321]... Того же лѣта, мѣсяца июня 26, бысть знамение въ солнци пред обѣднею: чисту сущю небу, внезапу померче солнце яко на час, и бысть яко мѣсяць 5 ночии, и тма бысть яко в зимнюю ночь, и пакы наиолнися по малу; и ради быхом.Новгородская первая летопись старшего извода